# 福島県道174号磐城石井停車場線
福島県道174号磐城石井停車場線（ふくしまけんどう174ごう いわきいしいていしゃじょうせん）は、福島県東白川郡矢祭町にある一般県道である。

## 路線概要
- 起点：福島県東白川郡矢祭町下石井字御殿川原（JR水郡線 磐城石井駅前）
- 終点：福島県東白川郡矢祭町下石井字反川原
- 総延長：202 m[1]
  - 実延長：総延長に同じ
- 路線認定年月日：1959年8月31日[2]

## 通過する自治体
- 福島県
  - 東白川郡矢祭町

## 接続・交差する道路
- 国道118号（下石井字反川原 終点）

## 沿線
- JR水郡線 磐城石井駅